# Surgit la lumière (pour George)
Surgit la lumière (pour George), en anglais originel Shining Forth (to George) est un tableau du peintre américain Barnett Newman réalisé en 1961.
Exécuté en hommage à son frère George, qui venait de mourir, cette grande huile sur toile de coton de 290 par 440 centimètres est un monochrome écru traversé par trois bandes verticales noires.
Acquis par le musée national d'Art moderne de Paris en 1978, il est abîmé par un jet d'huile provenant d'une girafe qui servait à changer une ampoule de sa salle d'exposition en juin 1990. Après une première tentative de restauration avortée, il est remisé pendant plusieurs années avant d'être nettoyé par une nouvelle méthode et finalement raccroché au centre Georges-Pompidou le 12 janvier 2015.